# Radlader

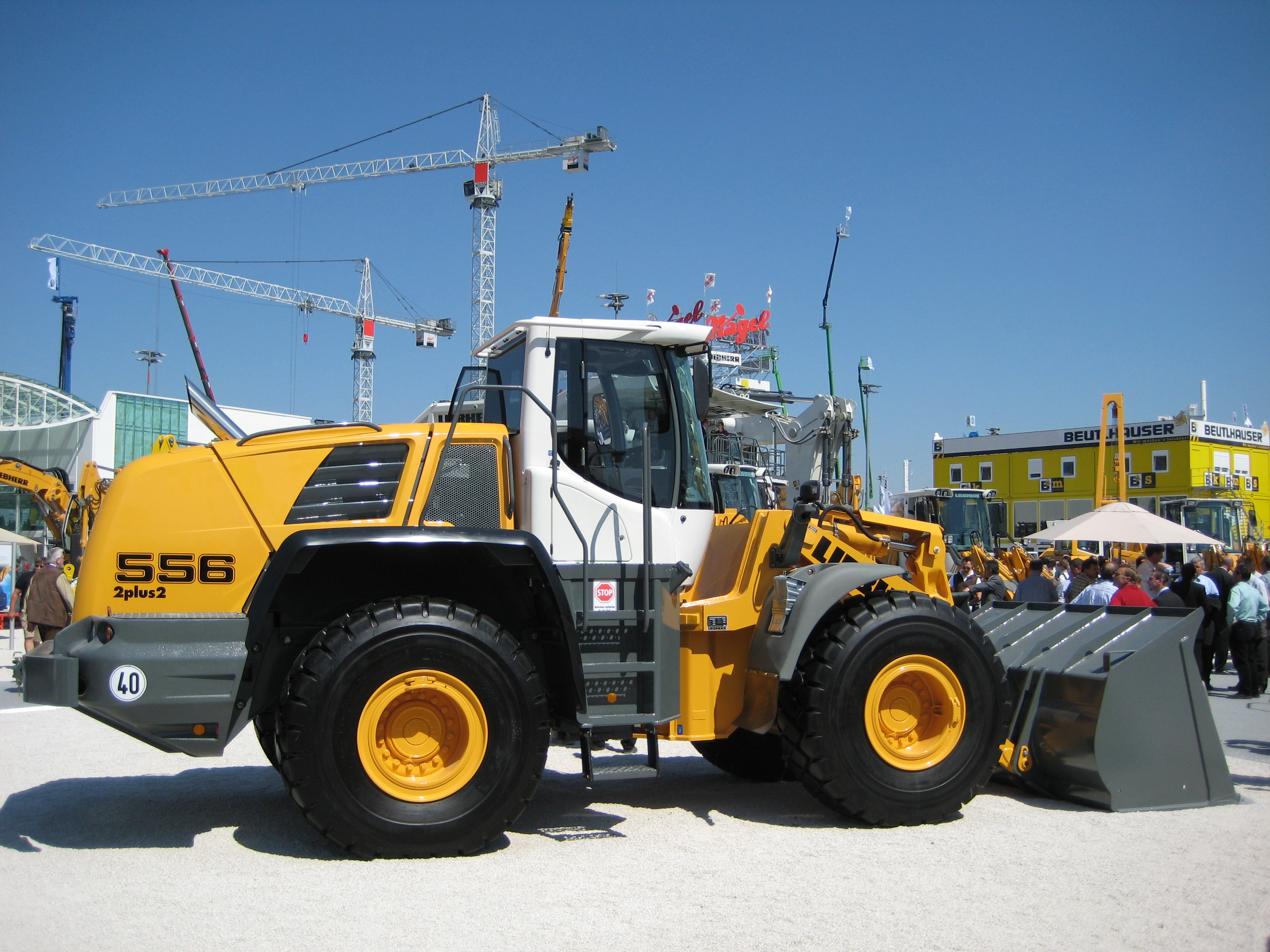
Radlader (Liebherr L 556 2plus2), 17,3 t zgM

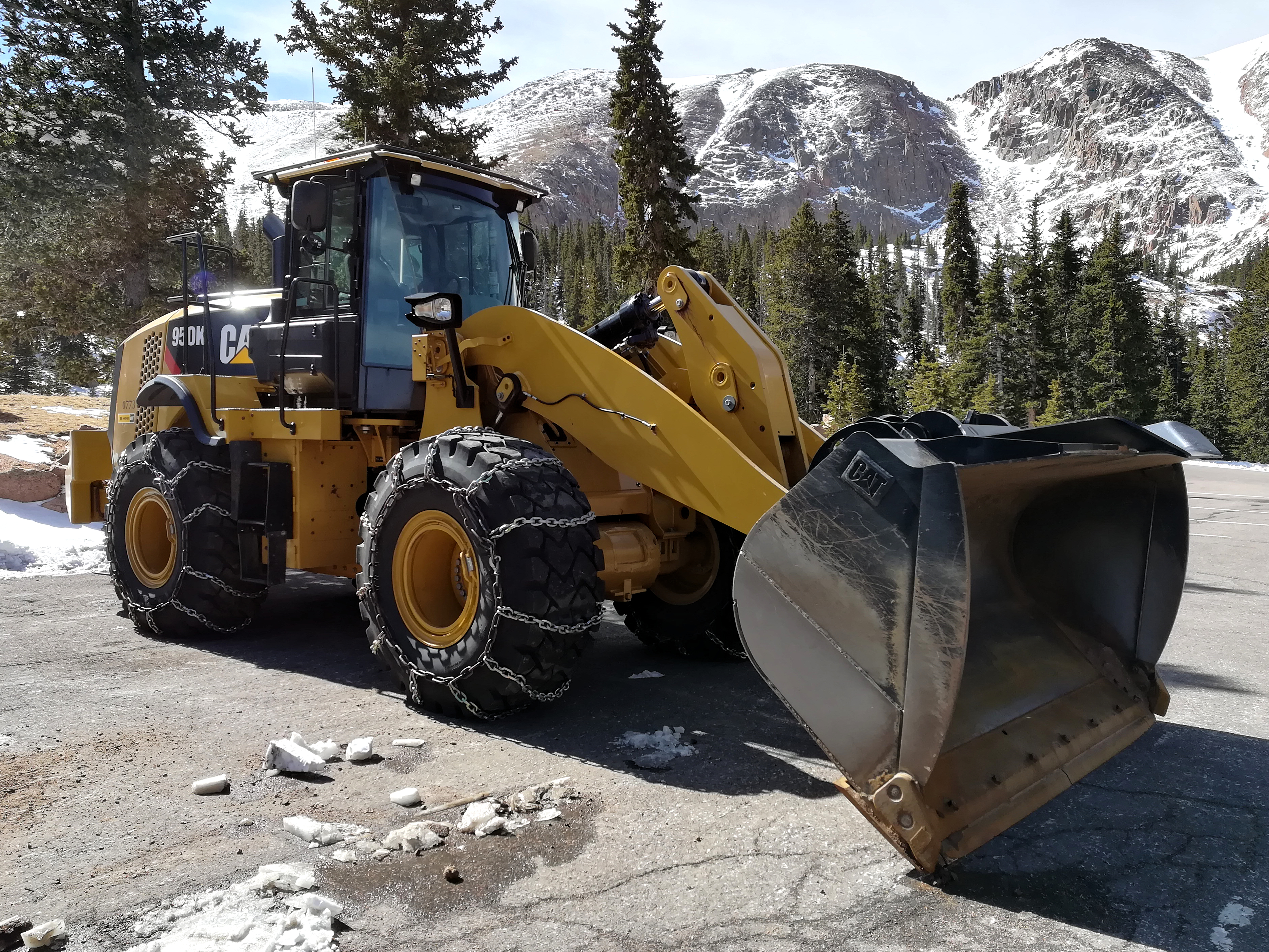
Radlader (Caterpillar 950K) am Pikes Peak Highway

Ein Radlader (in Schweizerdeutsch: Trax als Abkürzung von Traxcavator) ist eine Baumaschine zum Laden und Transportieren von Gütern über kurze Strecken. Ausgerüstet mit einer Schaufel ist ein Radlader für Erdbewegungsarbeiten oder anderen losen Materialien wie Schotter geeignet. Es gibt Radlader mit einem Gesamtgewicht von weniger als 2 t bis mehr als 200 t.
Mit Radladern eng verwandt sind Frontlader. Grundgeräte hierbei sind meistens Traktoren oder Unimogs, die mit einer Schwinge versehen sind. Diese Maschinen werden auch Frontlader-Traktoren genannt. Ist die Schwinge an ein Kettenfahrwerk montiert, spricht man von einer Laderaupe, dieses Gefährt wird zur Unterscheidung von Radladern auch Raupenlader oder Kettenlader genannt.
Eine kleinere Bauart des Radladers ist der Kompaktlader. Er zeichnet sich durch geringere Abmessungen und durch hohe Wendigkeit aus.
Eine Sonderbauart der Radlader sind die im Untertagebau eingesetzten Fahrlader, die sich durch ihre geringe Bauhöhe auszeichnen.
Radlader können mit einer Waage ausgestattet sein, um beim Laden die Masse der Ladung fast exakt zu ermitteln.

## Geschichte
Die ersten Radlader entstanden in den 1920er- und 1930er-Jahren aus landwirtschaftlichen Traktoren, die seilbetätigte Ladeschaufeln erhielten. Daraus entwickelten sich in den 1940er- und 1950er-Jahren eigenständige Baumaschinen, die bald schon von vielen Herstellern in Serie produziert wurden.
Nach Hinterrad- und Allrad-Lenkung setzte sich in den 1960er- und 1970er-Jahren die Knicklenkung durch: Der Rahmen ist dabei etwa auf halber Länge zweigeteilt, Vorder- und Hinterwagen sind durch ein Knickgelenk mit vertikaler Achse verbunden. 1994 führte der Hersteller Liebherr Stereolader (Marke) für eher kleinere Gewichte ein, die durch Knicklenkung und zugleich Hinterradlenkung besondere Wendigkeit erzielen. Knicklenkung erreicht, dass die Schaufel mit dem Vorderwagen am Stand seitlich ein Stück „verschoben“ werden kann, weiter braucht die Hebemechanik keinen Platz für Lenkbewegung der Vorderräder zu lassen. Üblicherweise sitzt der Fahrer etwa über dem Knickgelenk, wobei die Kabine mit dem Vorderwagen oder Hinterwagen verbunden sein kann.
Beim ersten Radladerprototyp von Liebherr Elefant Typ 90 mit 90 PS und 12 t Gesamtmasse wurde 1954 Skid-Steer(ing) bei sehr kurzem Radstand genutzt. Gelenkt wird, indem die Räder nur einer Seite gebremst oder sogar in die Gegenrichtung angetrieben werden. Dieses Prinzip wird Panzerlenkung genannt und bei allen Raupenfahrwerken, bei Kompaktladern auf 4 bis 6 Rädern und den amphibischen Geländefahrzeugtypen von ARGO (ab 1969 bzw. 1971) mit 6 oder 8 Rädern genutzt. Damit ist auch Wenden im Stand möglich.

## Komponenten
Ein Radlader besteht meist aus den Komponenten:
1. Vorder- und Hinterwagen, durch Knickgelenk verbunden (Knicklenkung)
2. Hubrahmen
3. Anbaugerät (z. B. Ladeschaufel, Ladegabel)
4. Motor
5. Fahrerkabine

Der Hubrahmen wird zumeist in Z-Kinematik oder in Parallel-Kinematik (P-Kinematik) ausgeführt, wobei mit Kinematik die Bewegungsgeometrie gemeint ist. Einige Hersteller bieten auch Kombinationslösungen an (z. B. Volvo-TP-Kinematik). Bei der Z-Kinematik führt der ausfahrende Zylinder zum Einkippen/Anklappen des Anbaugerätes. Damit können höhere Kräfte auf die Kippbewegung realisiert werden als bei der Parallelkinematik, bei der der einfahrende Zylinder zum Einkippen des Anbaugerätes führt. Dabei ist meist eine präzisere Parallelführung des Anbaugerätes möglich.

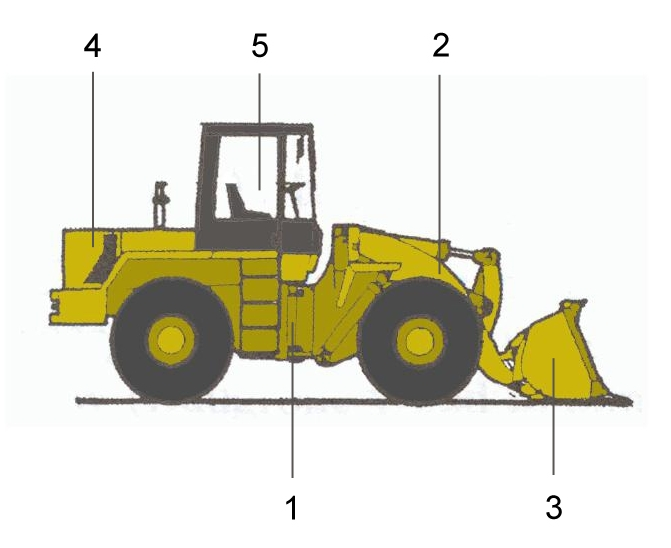
Radlader (schematisch)
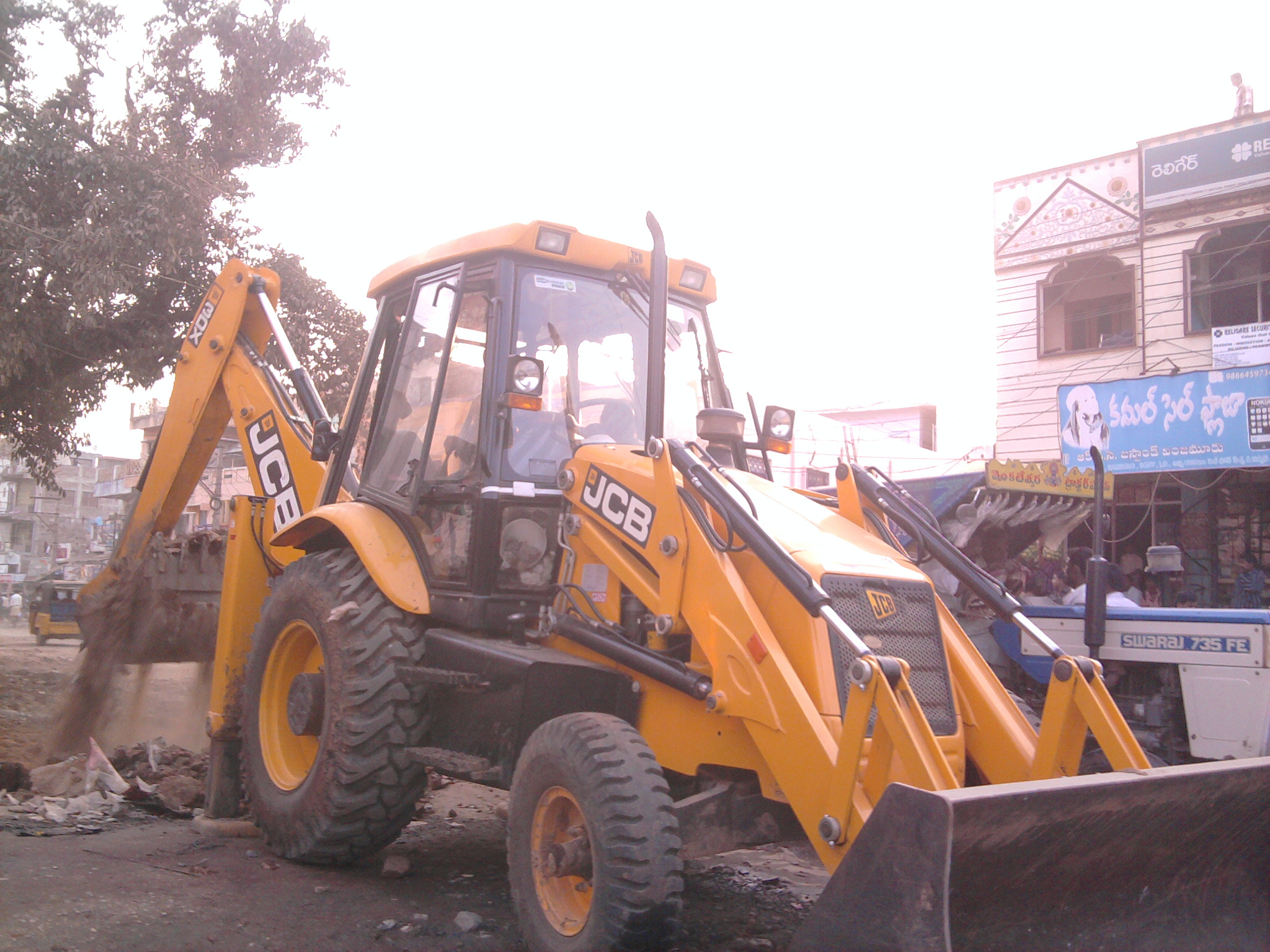
Beispiel für Parallel-Kinematik
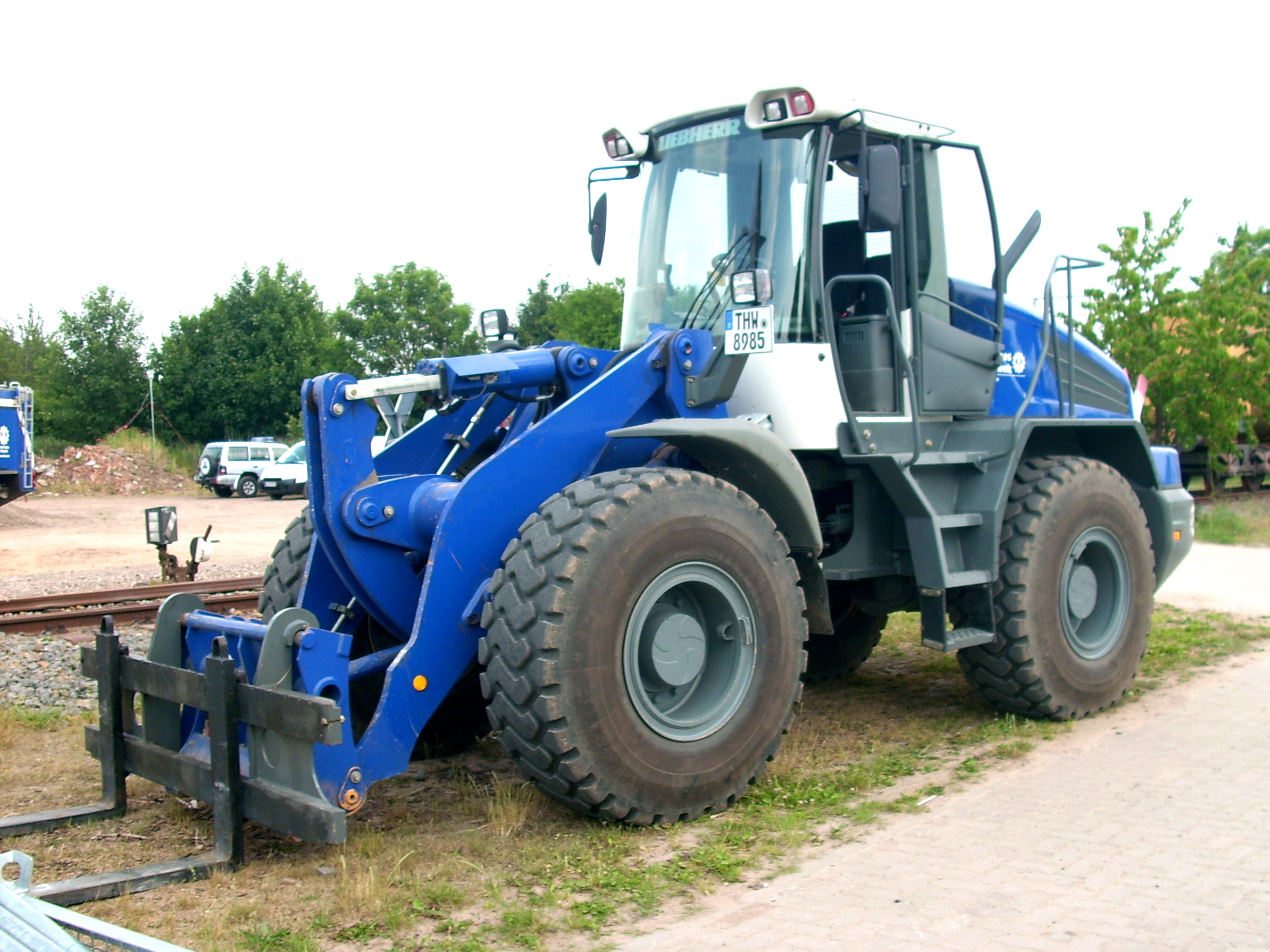
Beispiel für Z-Kinematik

## Kenngrößen
Das Kenngrößenspektrum ist bei Radladern sehr weitreichend, da es viele verschiedene Baugrößen gibt. So erreichen Kleinlader eine Motorleistung zwischen 20 und 60 kW und Großlader eine Leistung zwischen 70 und 590 kW. Das Betriebsgewicht kann bei den kleinen Geräten bis zu 7,5 t, bei den größeren Maschinen bis zu 90 t betragen. Die Ladeschaufel fasst zwischen 0,35 und 10,5 m³. Im Ladebetrieb liegt die Höchstgeschwindigkeit je nach Modell bei 15 km/h, bei Leerfahrt erreicht der Radlader bis zu 40 km/h.

## Anbaugeräte

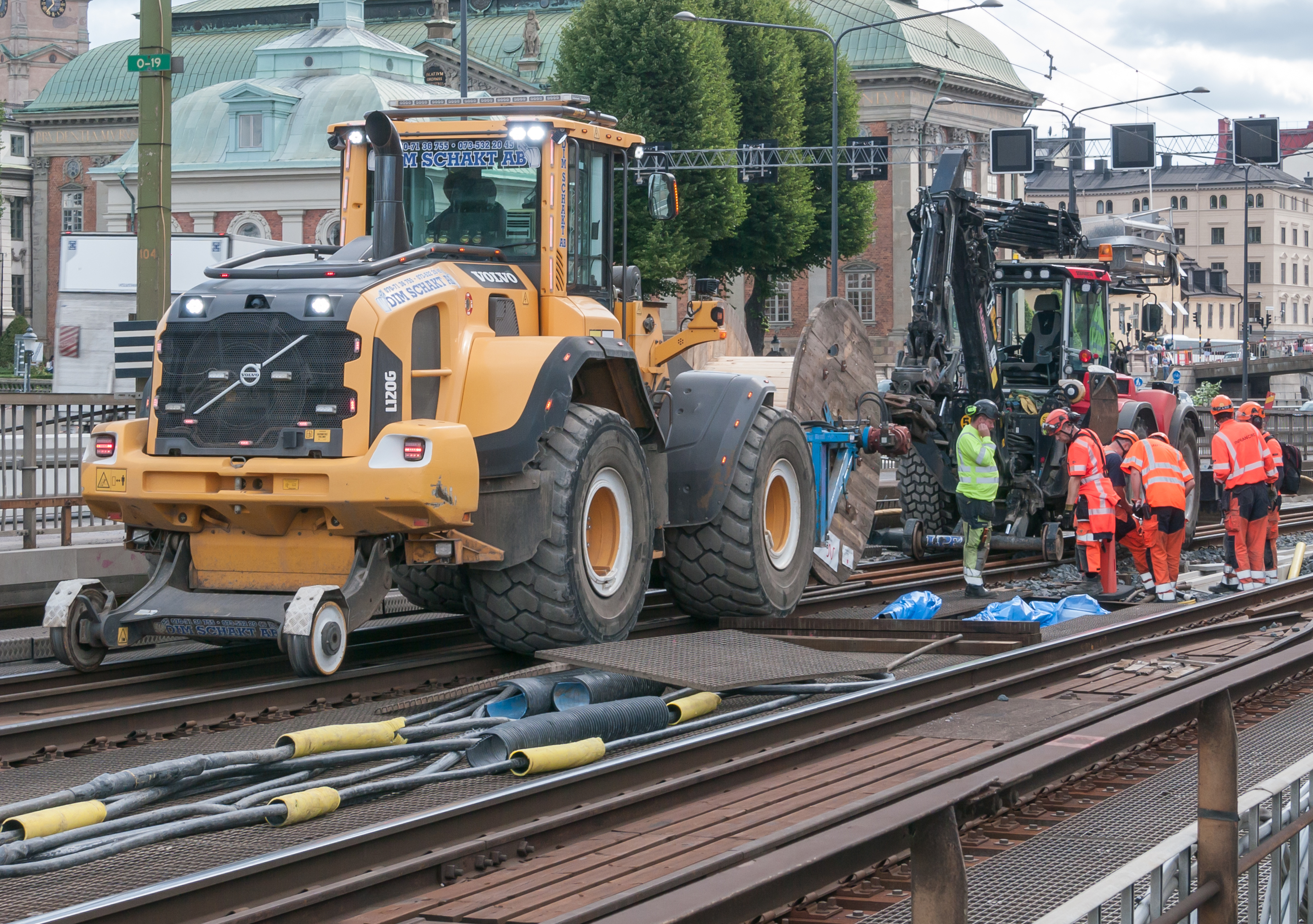
Radlader als Zweiwegefahrzeug zum Transport einer Kabeltrommel im Gleisbau

- Standardschaufel für Schüttgüter, wie Kies oder Mutterboden
- Leichtgutschaufel mit größerem Volumen für leichte Güter, wie Getreide
- Kombi-/Klappschaufel mit hydraulischer Frontklappe zur einfacheren Aufnahme von Gütern
- Paletten-/Ladegabel für palettierte Güter
- Kehrmaschine zur Reinigung von Straßen
- Mischkübel zum Mischen von Beton
- Steingabel zum Aufnehmen von Steinen
- Schneeschild (hydraulisch) zum Räumen stark verschneiter Straßen und Wege
- Schneefräse
- Ballenstecher zum Ausstechen größerer Pflanzen

## Rekorde

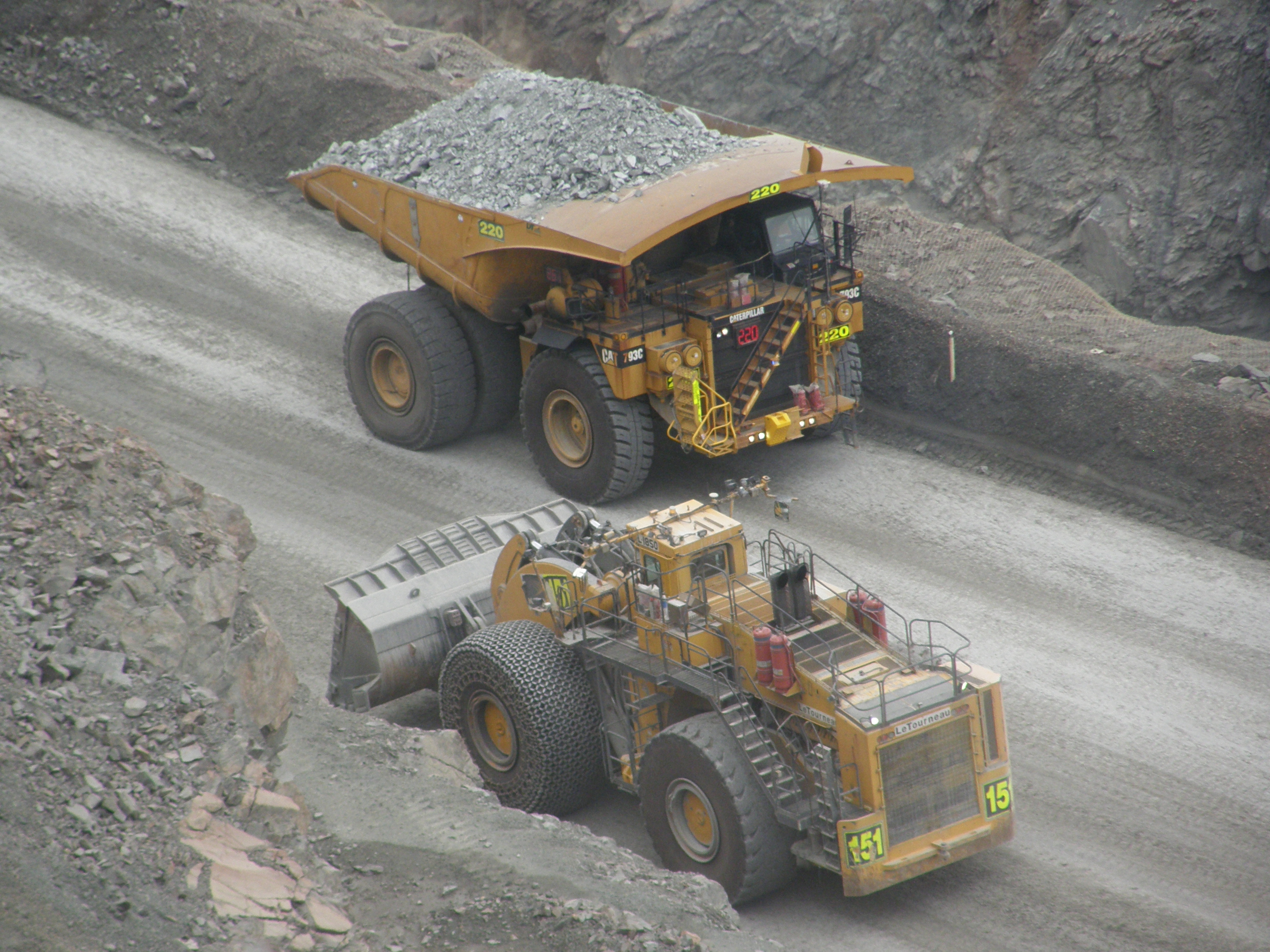
LeTourneau L-1850 Radlader passiert einen Caterpillar Cat-793C Muldenkipper im KCGM Superpit, Kalgoorlie

Der größte Radlader der Welt ist der LeTourneau L-2350 mit einem Einsatzgewicht von 262 t und einer Nutzlast von 72,6 t, einer Motorleistung von 2300 PS und einem standardmäßigen Schaufelinhalt von 40,5 m³.
Er wird weltweit zum Laden von Abraum oder Fördergut in großen Tagebauen eingesetzt. Häufig kommen diese Maschinen zum Einsatz, wenn das primäre Abbaugerät (Seilbagger, Hydraulikbagger) aufgrund technischer Probleme nicht zur Verfügung steht. Die LeTourneau-Maschinen werden dieselelektrisch angetrieben, was eine Besonderheit für Radlader darstellt.

## Lenkung

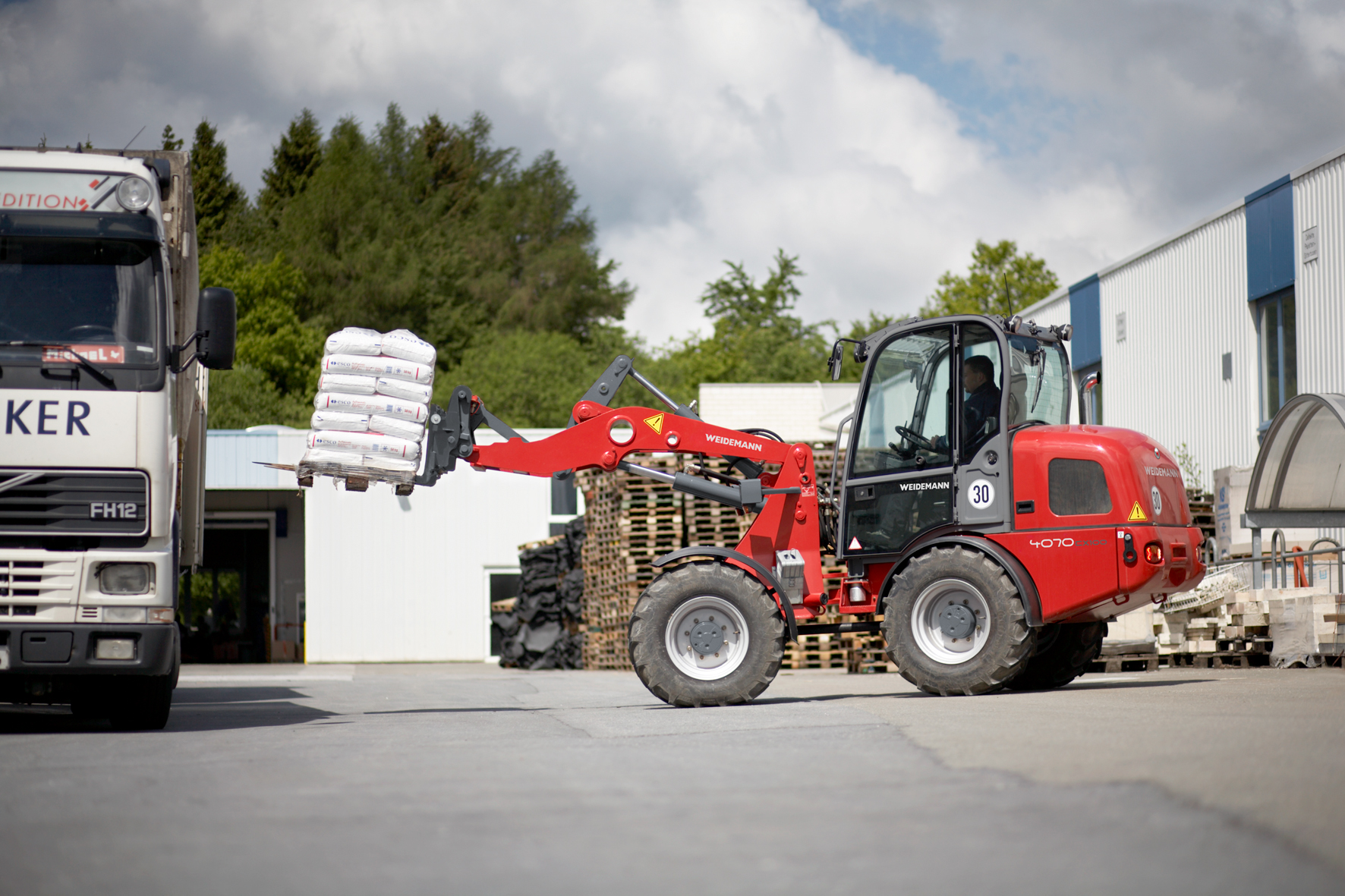
Ein knickgelenkter Radlader verlädt Paletten

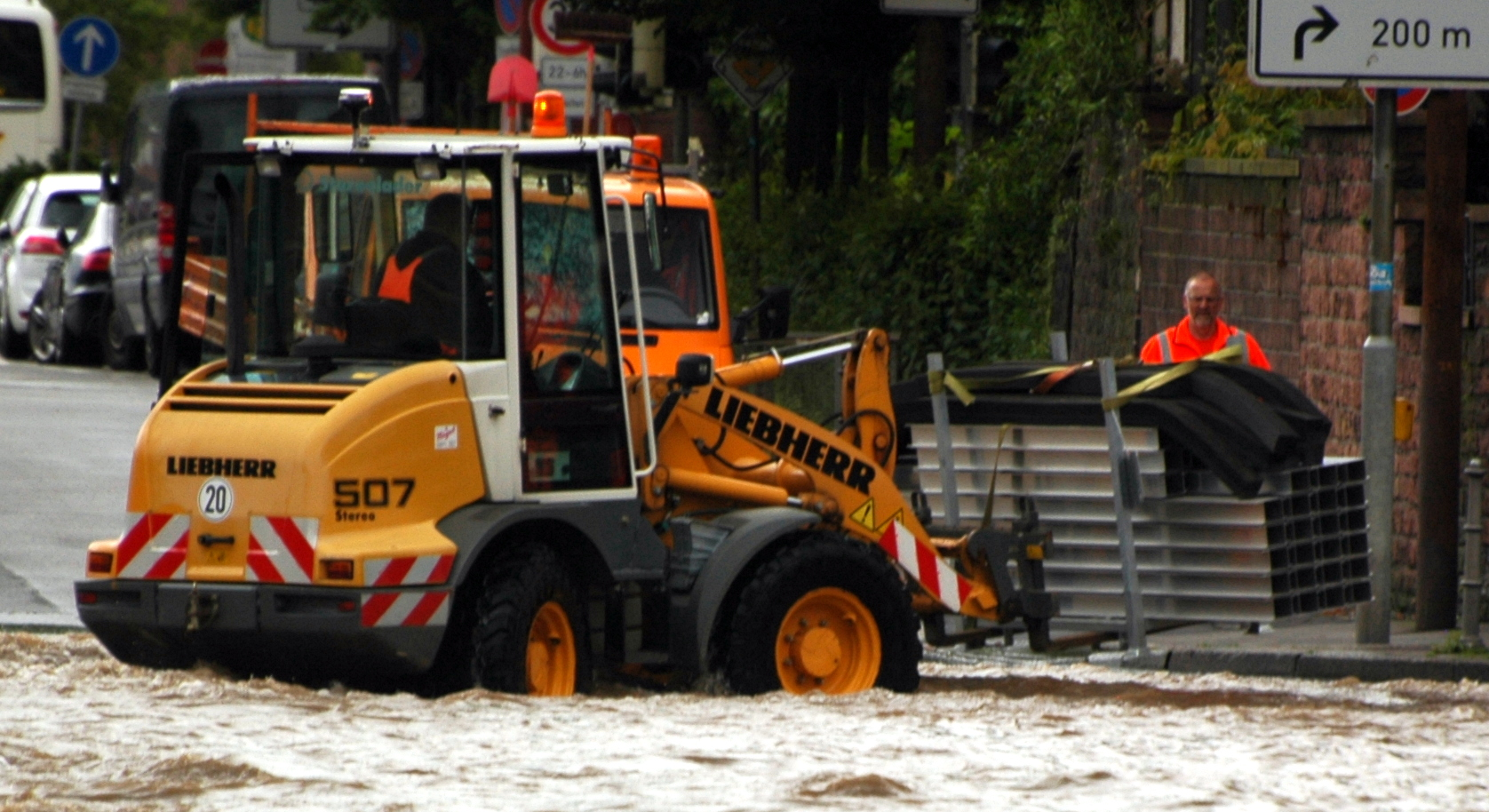
Liebherr L 507 Stereo mit Kombination aus Knick- und Hinterradlenkung (Stereolenkung)

Die Lenkung bei Radladern erfolgt meist durch Knicklenkung. Das Gelenk befindet sich etwa in der Mitte der Maschine und wird hydraulisch angetrieben. Der Fahrer sitzt meist auf dem Hinterwagen, seltener auf dem Vorderwagen. Das Fahrgefühl unterscheidet sich besonders beim Rückwärtsfahren deutlich.
Einige Radlader von z. B. Kramer haben keine Knicklenkung, sondern die Lenkung erfolgt über eine Allrad-Achsschenkellenkung. Dieses Prinzip zeichnet sich durch eine höhere Standsicherheit im eingelenkten Zustand aus, hat aber den Nachteil, dass sich die Lenkbewegung nur während der Fahrt auswirkt. Beim Knicklenker kann auch im Stand der Löffel seitlich ausgerichtet werden. Ein weiterer Nachteil der Allrad-Lenkung ist, dass die Radlader-Schwinge bei Kurvenfahrt vorne aus dem Wendekreis ausschert, wohingegen sich ein Radlader mit Knicklenkung gewissermaßen „um die Kurve biegt“, was vor allem die Arbeit unter beengten Verhältnissen enorm erleichtert, wobei allradgelenkte Radlader einen kleineren Wendekreis besitzen.
Die Panzerlenkung der Kompaktlader hat den Nachteil, dass die Geräte bei Richtungsänderungen den Untergrund aufwühlen. Ihr Einsatz sollte daher auf befestigte Flächen begrenzt sein, wo sie keinen Schaden anrichten und leichter drehen können. Allerdings ist dann mit einem relativ hohen Reifenabrieb zu rechnen.

## Sicherheit
- In Deutschland ist für Radlader eine jährliche U-VV-Überprüfung nach Richtlinien der Berufsgenossenschaften vorgeschrieben.
- Ein Befähigungsnachweis (Fahrausweis) zum Führen von Baumaschinen-Radladern ist in Deutschland die Voraussetzung zur ordnungsgemäßen Benutzung aller kraftbetriebenen Baumaschinen gemäß den Richtlinien der Berufsgenossenschaften.

## Autonome Radlader
2025 stellt Liebherr auf der bauma einen autonom arbeitenden Radlader vor, der auf der selbst entwickelten Basis „Liebherr Autonomous Operations“ fährt. Diese Technologie ermöglicht einen komplett fahrerlosen Betrieb des Radladers und befindet sich im fortgeschrittenen Entwicklungsstadium. 2024 wurde auf der Eurotier bereits der Loadix vorgestellt, der Schüttgut selbstständig von A nach B bewegt, die Hoffläche fegt und die Anbauteile selbstständig wechselt. Auch Bobcat hat 2024 auf der Intermat einen autonom operierenden Radlader vorgestellt, den "RogueX2" auf Basis des RogueX-Konzeptes. Dieser kommt komplett ohne Hydraulik und Flüssigkeiten aus.

## Hersteller

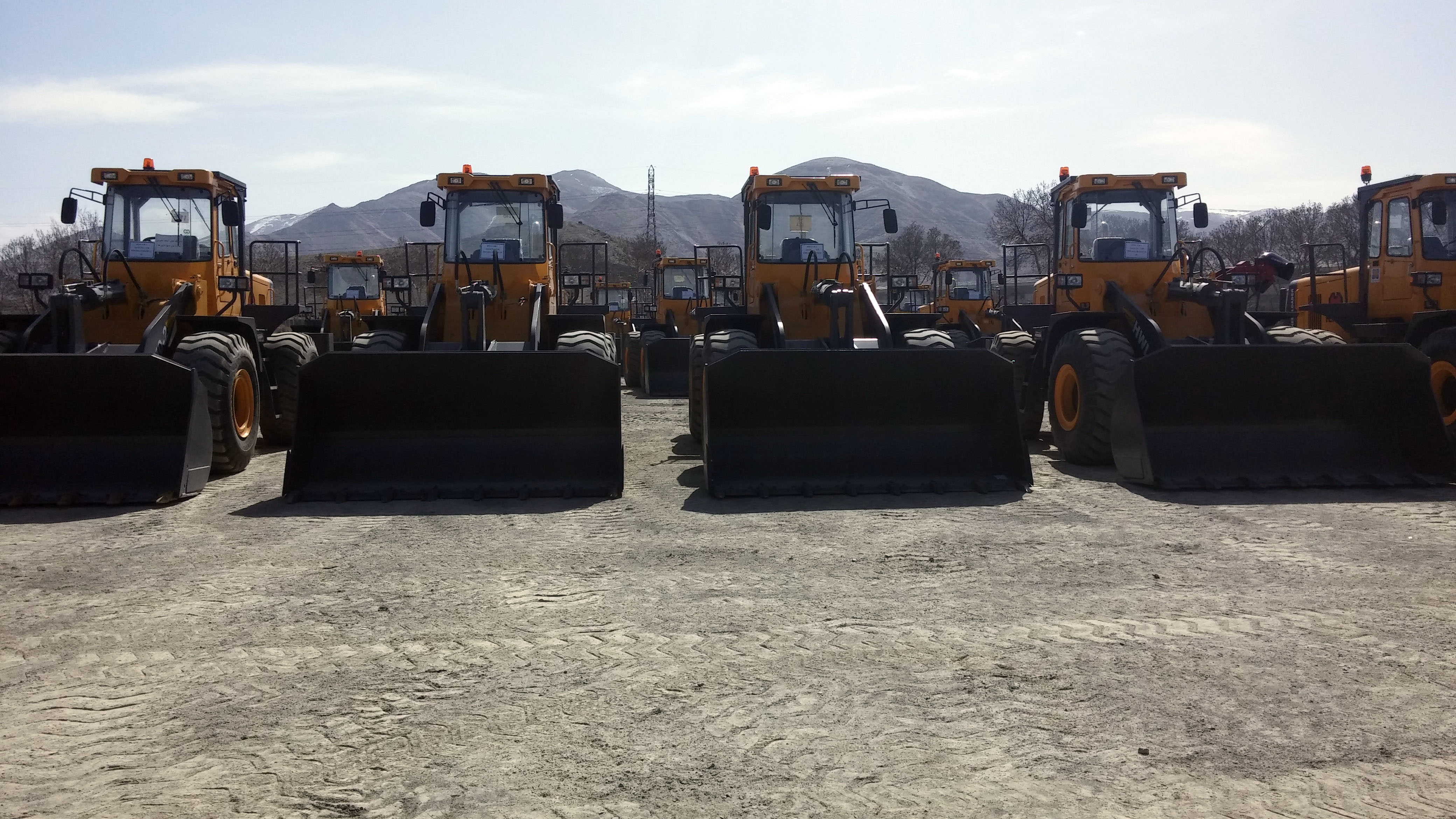
HEPCO HWL110-2

Radlader werden von einer Vielzahl von Unternehmen weltweit gefertigt. Darunter sind Hersteller, die sich auf den Bau und die Entwicklung von besonderen Radladerkonstruktionen spezialisiert haben. Zu den Unternehmen, die Radlader fertigen, zählen etwa JCB, Caterpillar, Paus, Liebherr, Volvo CE, Atlas Weycor, Terex, Komatsu, Hitachi, Wacker Neuson mit Weidemann & Kramer, Case CE, BelAZ oder Mecalac.